# Lobostemon fruticosus
Lobostemon fruticosus är en strävbladig växtart som först beskrevs av Carl von Linné, och fick sitt nu gällande namn av Buek. Lobostemon fruticosus ingår i släktet Lobostemon och familjen strävbladiga växter. Inga underarter finns listade i Catalogue of Life.

## Bildgalleri

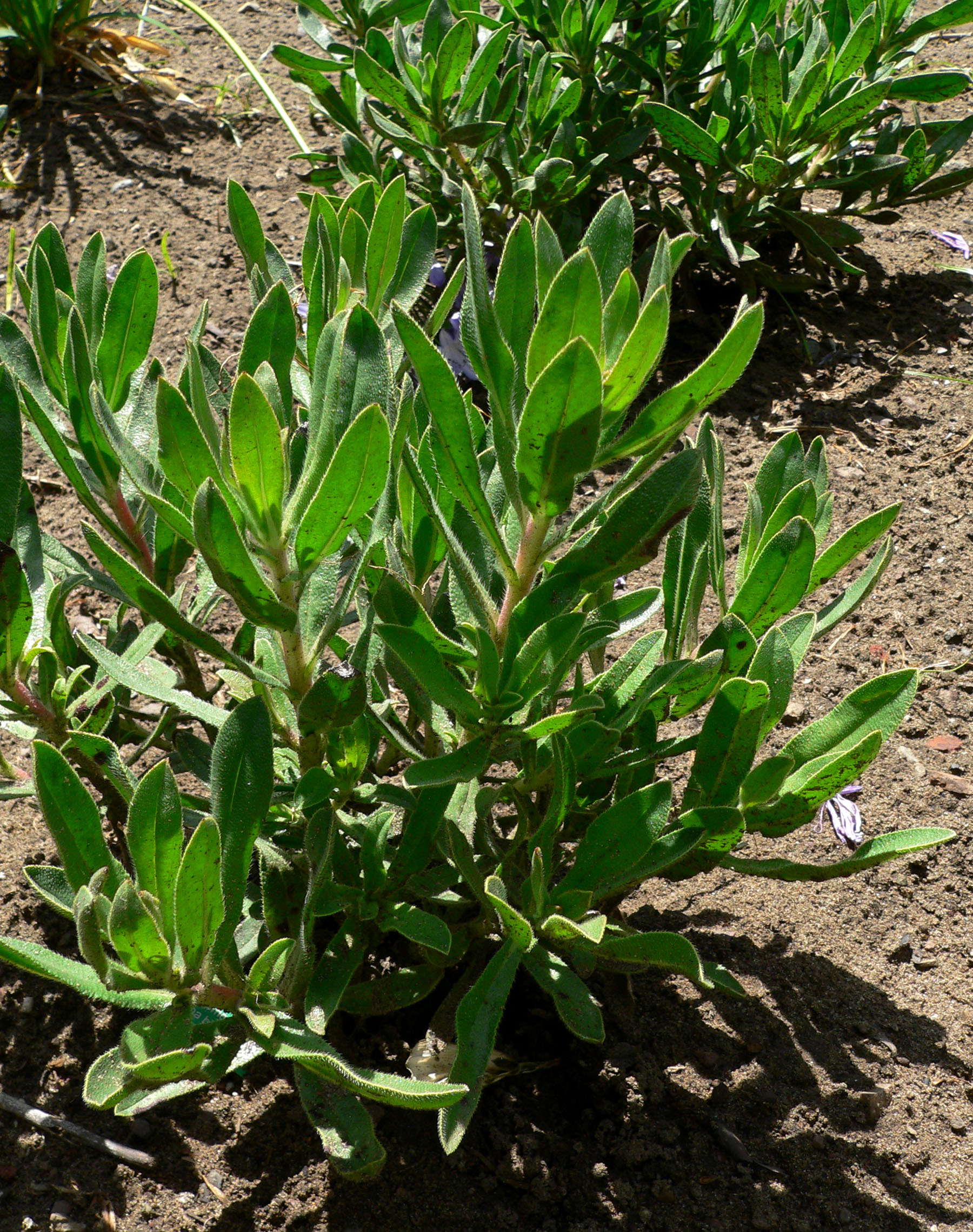
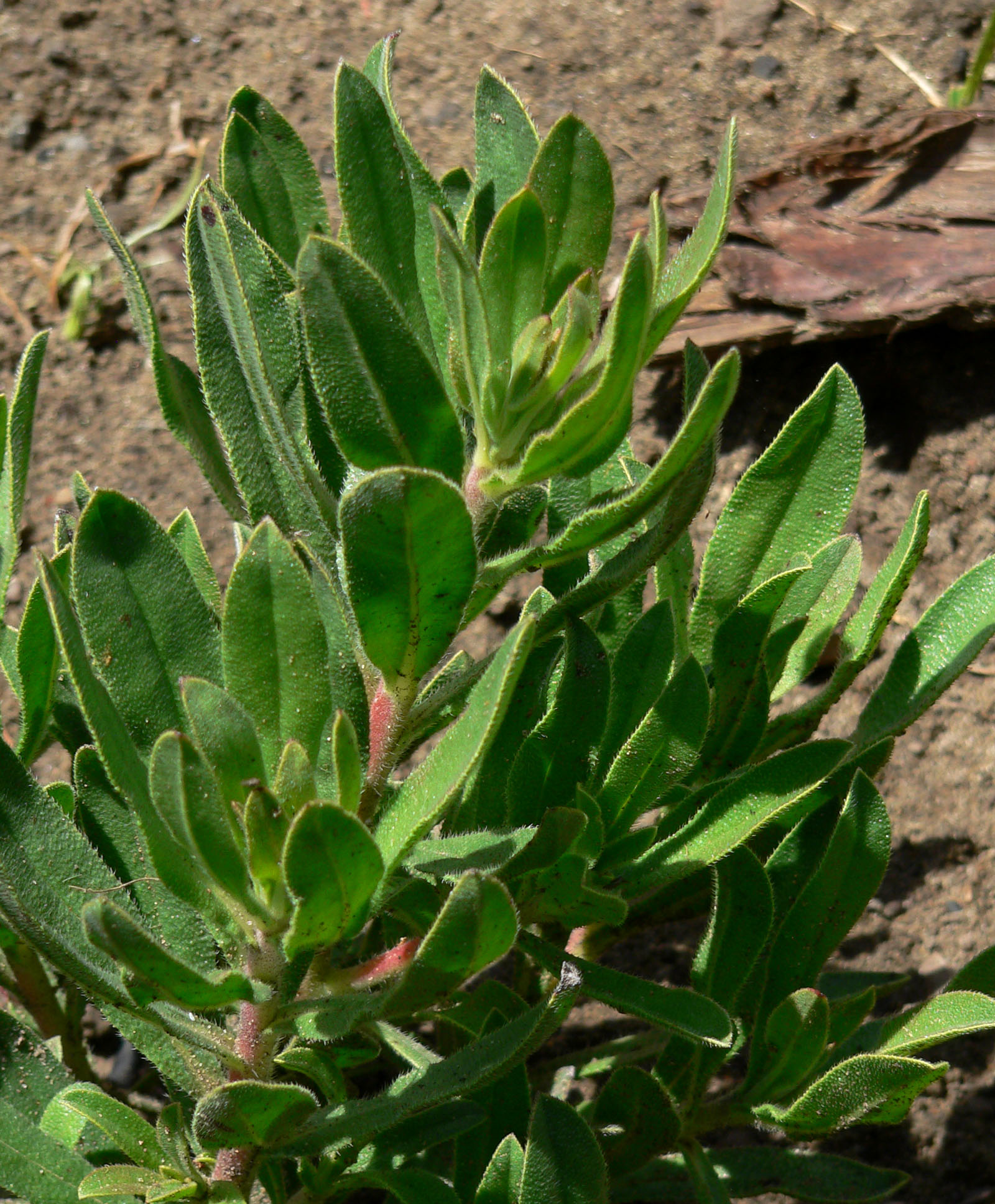
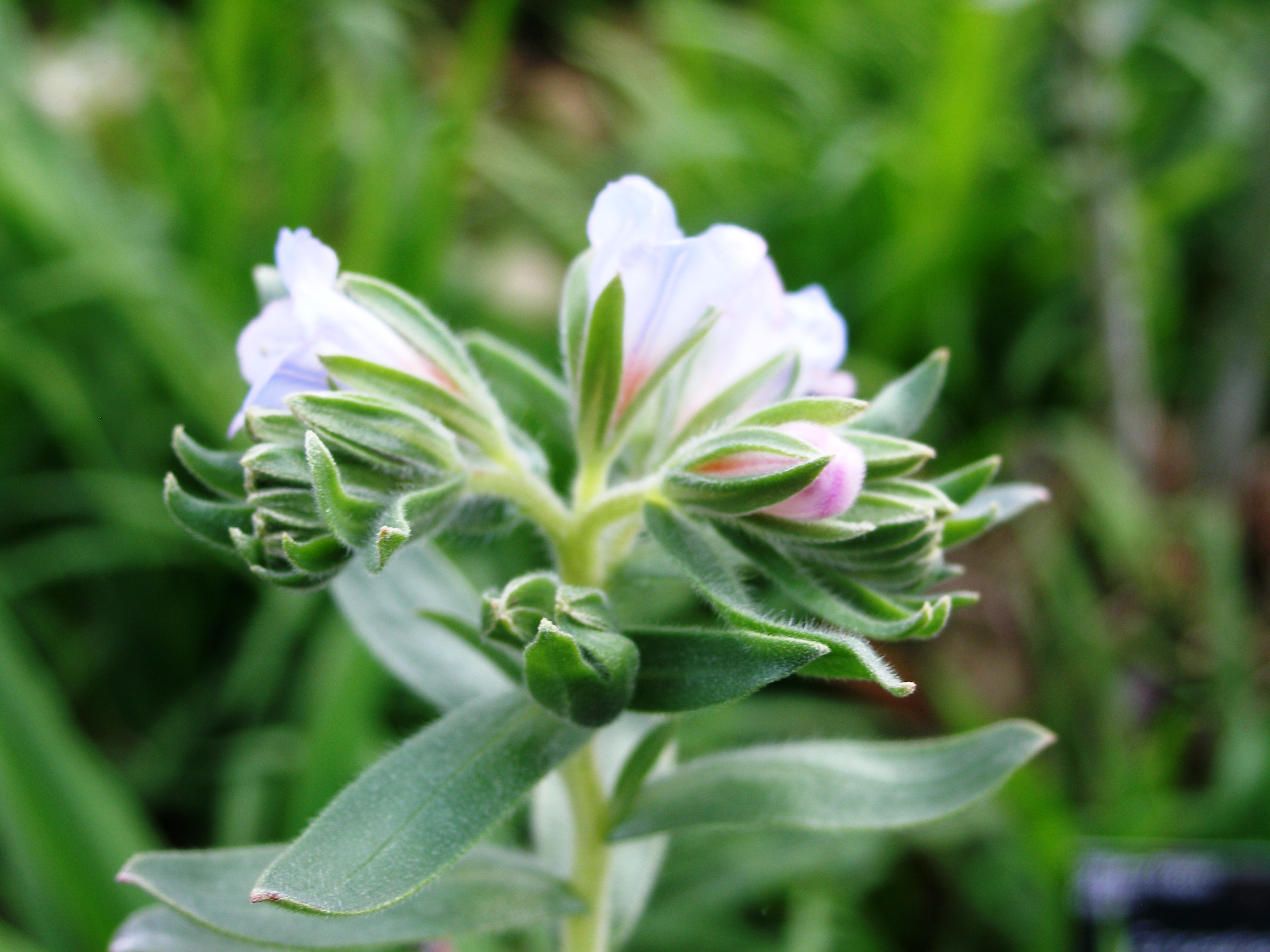